# Yumi Tamura
Yumi Tamura (jap. 田村由美, Tamura Yumi, geboren im 20. Jahrhundert in der Präfektur Wakayama, Japan) ist eine Mangaka. Bekannt ist sie besonders für ihre Serien Basara und 7 Seeds.

## Karriere
Yumi Tamura debütierte mit der Kurzgeschichte Ore-tachi no Zettai Jikan, die 1983 in der Zeitschrift Bessatsu Shōjo Comic publiziert wurde. Im selben Jahr gewann sie den Shōgakukan-Manga-Preis für den besten Newcomer.
Ihren ersten größeren Erfolg erlangte sie mit der Action/Abenteuer-Serie Basara, für die Tamura 1993 den 38. Shōgakukan-Manga-Preis in der Kategorie Shōjo gewann. Ein Anime folgte 1998, der in 13 Episoden die Geschichte der ersten 5 Bände wiedergibt. Mit ihrer Reihe 7 Seeds gewann sie 2003 einen weiteren Shogakukan-Manga-Preis für Shōjo-Manga. Die Serie wurde durch Shogakukan von 2001 bis 2017, erst im Magazin Betsucomi, dann im Flowers veröffentlicht. 2019 folgte eine Anime-Adaption von 7 Seeds des Studios Gonzo, die am 28. Juni 2019 auf Netflix veröffentlicht wurde.

## Werke
- 7 Seeds (2001–2017)
- 17 Nichime no Chopin  (1987)
- Ano Natsu ga Owaru (1987)
- Bishop no Wa (1990)
- Basara (1990–1998)
- Boku ga Tenshi o Unda Riyū (1992)
- Boku ga Boku o Wasureta Riyū (1993)
- Boku ga Santa ni Atta Riyū (1994)
- Boku ga Gomi o Suteta Riyū (1995)
- Boku ga Jūban Shoubusuru Wake (2001)
- Bokura no Mura ni wa Mizuumi ga atta (2007)
- Box Kei! (2000)
- Chicago (2000–2001)
- Chotto Eiyūshite Mitai (2003)
- Hare Tokidoki Yami (1999)
- Hearts (1996)
- Madonna ni Tsugu (1992)
- Megami ga Ochita Hi (1995)
- Neko Mix Genkitan Toraji (seit 2008)
- Nenn es nicht Mystery (seit 2018)
- Odoru Kyoushitsu (1999)
- Ore-tachi no Zettai Jikan (1983)
- Ōji-kun (1999)
- Roppongi Shinjū (1991)
- Shinwa ni Natta Gogo (1986)
- Tamura Yumi the Best Selection (2008)
- Tomoe ga Yuku! (1987–1990)
- Toorima 1991 (1998)
- Wangan Jungle (2002)
- Wild Com. (1999)
- X-Day (1993)